# ملعب شندي
ملعب شندي هو ملعب يقع في مدينة شندي في السودان، و يعتبر الملعب الأساسي لفريق أهلي شندي. يتسع الملعب لحوالي 5,000 متفرج.

## وصلات خارجية
- ملعب شندي - kooora.com